# Kristian Ipsen
Kristian Ipsen (* 20. Oktober 1992 in Walnut Creek) ist ein US-amerikanischer Wasserspringer. Er startet für das Team Diablo Divers in den Disziplinen Kunstspringen vom 1-m- und 3-m-Brett sowie im 3-m-Synchronspringen. Bei internationalen Meisterschaften springt er zusammen mit Troy Dumais, bei Junioren-Wettkämpfen mit Michael Hixon.
Ipsen gewann mit Dumais bei der Weltmeisterschaft 2009 in Rom mit Silber im 3-m-Synchronspringen seine erste internationale Medaille. 2010 gewann er mit Hixon zudem Silber bei der Junioren-Weltmeisterschaft. Erneut Silber mit Dumais im 3-m-Synchronspringen errang Ipsen bei den Panamerikanischen Spielen 2011 in Guadalajara.